# Chris Adrian
Pour les articles homonymes, voir Adrian.
Chris Adrian, né le 7 novembre 1970 à Washington, D.C., est un écrivain américain.

## Œuvres

### Romans
- (en) Gob's Grief, 2001
- (en) The Children's Hospital, 2006
- Une nuit d’été, Albin Michel, 2016 ((en) The Great Night, 2011)

### Recueils de nouvelles
- Un ange meilleur, Albin Michel, 2012 ((en) A Better Angel, 2008)